# Hasmonejci
Hasmonejci (též makabejská dynastie) byl judský královský rod, který ve druhém a prvním století ovládal Judeu, kde založil samostatné nebo relativně samostatné Hasmoneovské království. K moci se dostal následkem makabejského povstání roku 167 př. n. l.

## Dějiny
Za předka dynastie je považován vlastenecký kněz (kohen) Matatiáš (1 Mak 2,1), který byl podle Iosephových Židovských starožitností synem Asamónaia (Ασαμωναίος; 11.111; 12.1), podle něhož se dynastie jmenuje.
Hasmonejci se vynořili z převážně nábožensky motivovaného odporu Makabejců proti seleukovské nadvládě. Ten umožnil židovskému národu po téměř jedno století zůstat do značné míry nezávislý na cizí nadvládě. V té době se dále rozvíjelo židovské náboženské učení. Hasmonejci byli většinou panovníky a zároveň velekněžími a zavedli přísně nábožensky orientovanou teokracii.

### Vzpoura proti Seleukovcům
Od konce páté syrské války v roce 197 př. n. l. patřila Koilé Sýrie, jež byla předtím dlouhou dobu pod egyptskou nadvládou, do Seleukovské říše.

Politické hranice v době Hasmonejců kolem roku 100 př. n. l.

Matatiášův syn Juda byl po předčasné smrti svého otce určen jako jeho nástupce a vůdce povstání a dostal přezdívku Makabi (Kladivo), což se pak přeneslo na celou rodinu. Vlastním zakladatelem panovnické dynastie však byl jeho bratr Šimon.
Šimon byl prvním tetrarchou této dynastie, uznávaným i v zahraničí a samotnými Seleukovci, a vyhnal okupační syrské síly. Šimonův vnuk Aristobulos I. přijal roku 104 př. Kr. královský titul (Βασιλεύς, basileus).

### Podrobení Římem
V roce 63 př. Kr. hasmonejská říše ztratila svou nezávislost dobytím Sýrie římskými legiemi vedenými Pompeiem. Nadále však existovala jako římský klientský stát. Po římské reorganizaci regionu si Hasmonejci pod Janem Hyrkanem II. udrželi nadvládu nad Idumeí, Judeí (před Jordánem), Pereí a Galileí.

### Parthové a konec dynastie
Roku 40 před naším letopočtem napadli Sýrii a Malou Asii Parthové s podporou římského generála a republikána Quinta Labiena, aby využili římské občanské války k rozšíření sféry svého vlivu. Antigonus byl posledním Hasmonejcem, který vládl v Judeji jako král. Jako protiopatření byl v roce 40 př. n. l. v Římě senátem za krále (rex amicus et socius) Judeje jmenován Idumejec Herodes, který byl předtím důstojníkem ve službách Hasmonejců. Herodes Veliký s armádou žoldnéřů, kterou on a Římané postavili v roce 37 př. n. l., dobyl Jeruzalém. Antigonus byl popraven v Antiochii na Orontu, a hasmonejská dynastie tím definitivně ztratila svou moc.
V roce 6 n. l. bylo bývalé království Hasmonejců přeměněno císařem Augustem na římskou provincii, a tak ztratilo relativní autonomii.